# جماعت‌خانه

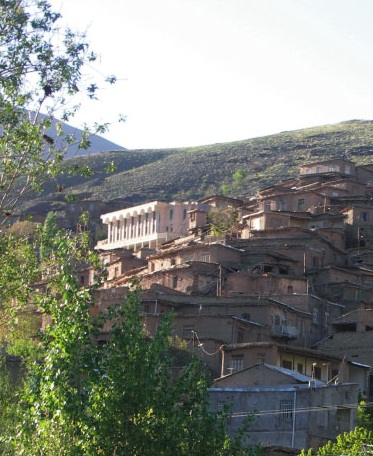
یک جماعت‌خانه در دیزباد نیشابور.

جَماعَت‌خانه، مسجد و محل تجمع پیروان مذهب اسماعیلیه و به‌طور خاص اسماعیلیان نزاری است.
در بعضی جماعت‌خانه‌ها علاوه بر عبادت به جماعت و به طریقه مذهب اسماعلیه، خواندن قرآن و آشنایی با علوم قرآن و تعالیم باطنی آن نیز به ویژه برای نوجوانان آموزش داده می‌شود.
تعداد جماعت‌خانه با گسترش پیروان مذهب اسماعیلی پیوند دارد. امروزه جماعت‌خانه‌ها در سراسر افغانستان و ایران وجود دارد.